# Tetiana Beliaieva
Tetiana Beliaieva (ukrainien : Тетяна Беляєва), née le 2 octobre 1971, est une judokate ukrainienne.

## Palmarès international en judo
| Championnats du monde             | Championnats du monde | Championnats du monde | Championnats du monde |
| Année                             | Médaille              | Catégorie             |                       |
| --------------------------------- | --------------------- | --------------------- | --------------------- |
| 1995                              | bronze                | –72 kg                |                       |
| Championnats d'Europe par équipes |                       |                       |                       |
| Année                             | Médaille              | Catégorie             |                       |
| 1992                              | bronze                | –72 kg                |                       |